# São Pedro de Alva e São Paio do Mondego
São Pedro de Alva e  São Paio do Mondego (oficialmente: União das Freguesias de São Pedro de Alva e São Paio do Mondego) é uma freguesia portuguesa do município de Penacova, com 37,94 km² de área e 1618 habitantes (censo de 2021). A sua densidade populacional é 42,6 hab./km².
Tem a sua sede na vila de São Pedro de Alva. Os dias da freguesia comemoram-se a 16 de agosto, data da elevação da sede de freguesia à categoria de vila e a 26 de junho, dia de São Paio.
A população da freguesia é distribuída pelos seguintes lugares:
São Pedro de Alva - Arroteia, Atouguia, Beco, Bica, Cabecinha, Carvalhal, Castinçal, Cavaleiro, Cruz do Soito, Hombres, Laborins, Lufreu, Mocejo, Peixoto, Paço Velho, Parada, Quintela, Rebolo, Relvão, Ribeira, São Pedro de Alva, Silveirinho, Sobral, Vale da Ribeira, Vale da Serra, Vale do Gil, Venda Nova de Baixo, Vale da Vinha, Valeiro Grande, Vimieiro, Zarroeira.
São Paio do Mondego - Estrela de Alva, Ermidas, Vale das Ermidas, Vale das Casas, Forno, Gândara de Cima, São Paio do Mondego, Vale de Açores, Vale da Pedra, Pereiro e Ribeira de São Paio.

## Limites da freguesia
Confina com a União das Freguesias de Óvoa e Vimieiro e a Freguesia de Pinheiro de Ázere, (concelho de Santa Comba Dão, distrito de Viseu) a norte e noroeste, com Oliveira do Mondego e Travanca do Mondego a nordeste e a este, com Friúmes e Paradela a sul e este, com a Freguesia de São Martinho da Cortiça (concelho de Arganil) a sul, e oeste por União das Freguesias de Ázere e Covelo e Freguesia da Carapinha (concelho de Tábua). Os seus limites são definidos por cursos de água, de salientar o Rio Alva e a albufeira da Barragem da Aguieira, no Rio Mondego; ou é assinalada em terra por pontos notáveis.

## Sede e Delegação da Junta de Freguesia
Sede (São Pedro de Alva) - Avenida 16 de Agosto, 10
Delegação de São Paio do Mondego - Largo do Dr. Alípio Barbosa Ribeiro, 2

## História
Foi constituída em 2013, no âmbito de uma reforma administrativa nacional, pela agregação das antigas freguesias de São Pedro de Alva e São Paio do Mondego.

## Demografia
A população registada nos censos foi:
| Distribuição da População por Grupos Etários | Distribuição da População por Grupos Etários | Distribuição da População por Grupos Etários | Distribuição da População por Grupos Etários | Distribuição da População por Grupos Etários | Distribuição da População por Grupos Etários |
| -------------------------------------------- | -------------------------------------------- | -------------------------------------------- | -------------------------------------------- | -------------------------------------------- | -------------------------------------------- |
| Antes da agregação                           |                                              |                                              |                                              |                                              |                                              |
| Ano                                          | 0-14 anos                                    | 15-24 anos                                   | 25-64 anos                                   | >= 65 anos                                   | Total                                        |
| 2001                                         | 266                                          | 272                                          | 988                                          | 543                                          | 2069                                         |
| 2011                                         | 177                                          | 162                                          | 918                                          | 561                                          | 1818                                         |
| Após a agregação                             |                                              |                                              |                                              |                                              |                                              |
| Ano                                          | 0-14 anos                                    | 15-24 anos                                   | 25-64 anos                                   | >= 65 anos                                   | Total                                        |
| 2021                                         | 152                                          | 102                                          | 755                                          | 609                                          | 1618                                         |

## Festas e Romarias
- Festa de São Pedro - Paróquia de São Pedro de Alva (29 de Junho)
- Festa do Senhor São Paio - Paróquia de São Paio do Mondego (26 de Junho)
- Festa em honra de Santo António - São Pedro de Alva (Domingo próximo a 13 de Junho)
- Festa em honra de Santo Amaro - Vale da Vinha (Domingo próximo a 15 de Janeiro)
- Festa em honra de São Frutuoso e Nossa Senhora do Perpétuo Socorro- Ribeira (9 de Julho)
- Grandiosos Festejos em honra de Nossa Senhora das Candeias - Laborins, Beco, Carvalhal, Vale da Serra e Arroteia (2 de Fevereiro)
- Festa em honra de Nossa Senhora da Saúde - Quintela (Segundo Domingo de Maio)
- Festa em honra de São Bento - Cavaleiro (Último Domingo de Julho)
- Festa em honra de Nossa Senhora da Encarnação - Hombres (Penúltimo Domingo de Julho)
- Grandiosos Festejos em honra de Santa Quitéria - Silveirnho (Último Domingo de Agosto)
- Festa em honra de Santo Antão - Castinçal e Zarroeira (Último Domingo de Julho)
- Grandiosos Festejos em honra de São Lourenço - Sobral (Segundo Domingo de Agosto)
- Festa em honra de Nossa Senhora dos Remédios - Lufreu (Primeiro Domingo de Setembro)
- Festa em honra de São Simão - Parada e Vale do Barco (Terceiro Domingo de Agosto)
- Festa em honra de São João - Cruz do Soito (Domingo próximo a 24 de Junho)
- Grandiosos Festejos em honra de Nossa Senhora das Neves e Senhor do Calvário - São Paio do Mondego, Ermidas e Estrela de Alva (Primeiro Domingo de Agosto)

## EXPOALVA
A EXPOALVA é um certame de artesanato, serviços, comércio e indústria que pretende encorajar os industriais, empreendedores e comerciantes, das regiões mais próximas, a mostrar o que de melhor se faz em Portugal. Tem ainda, a parte de lazer e entretenimento durante toda a duração da feira. Até 2015 foram realizadas 4 edições (2007, 2009, 2011 e 2015).
Nas três primeiras edições foi realizada no intuito das comemorações municipais do aniversário do Presidente António José d`Almeida. Na edição de 2015 e 2017 foi realizada no intuito das festas da vila em honra de Santo António.[carece de fontes]